# Pfeilergrabmal in Thugga

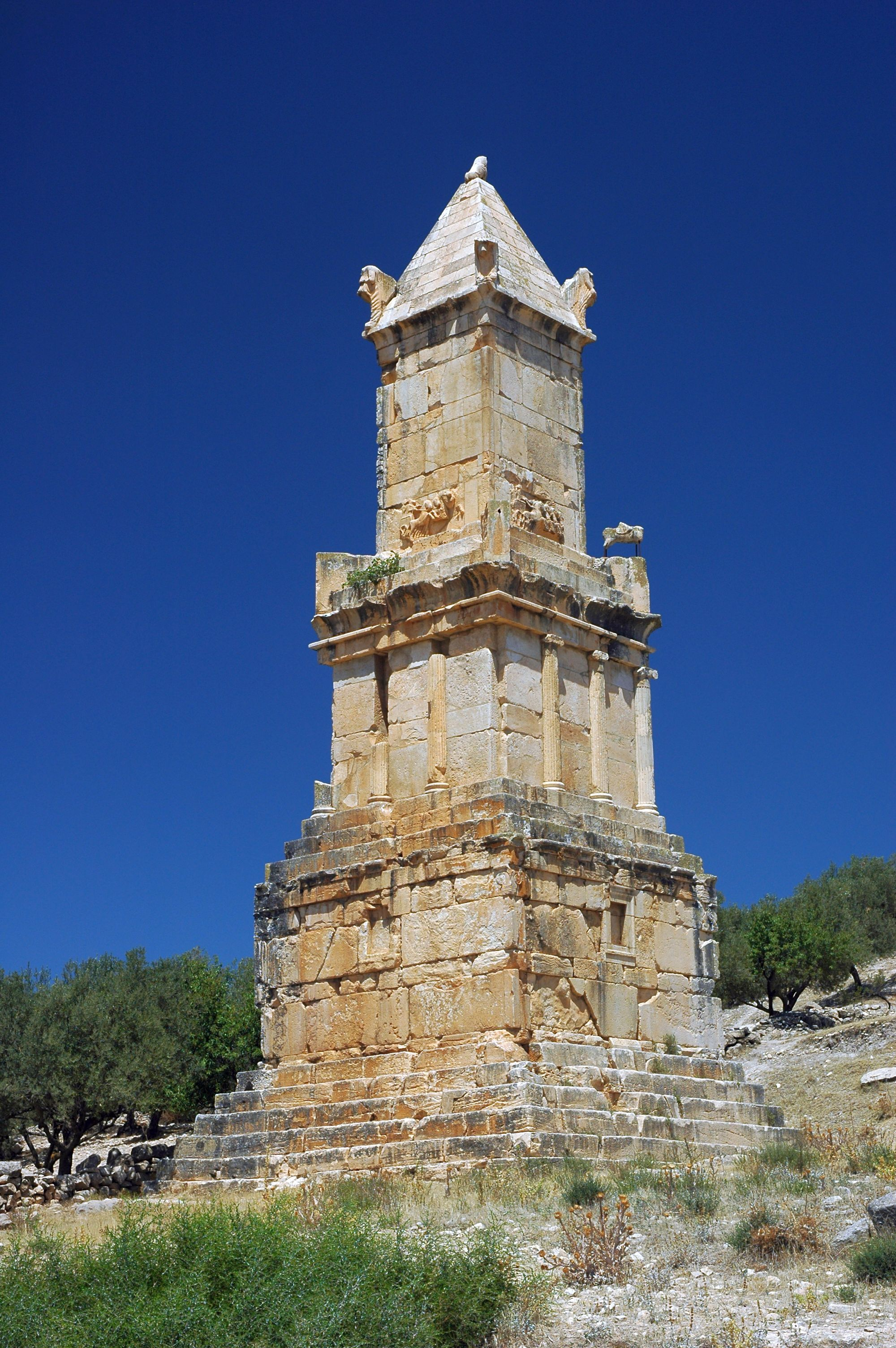
Das Grabmal im Jahr 2008

Das Pfeilergrabmal in Thugga, auch Turmmausoleum des Ataban, wurde im 2. Jahrhundert v. Chr. in der antiken Stadt Thugga in Nordafrika im heutigen Tunesien errichtet. Es ist aufgrund seiner guten Erhaltung und seiner bilinguen Inschrift bekannt, die zur Entzifferung der numidischen Schrift führte.

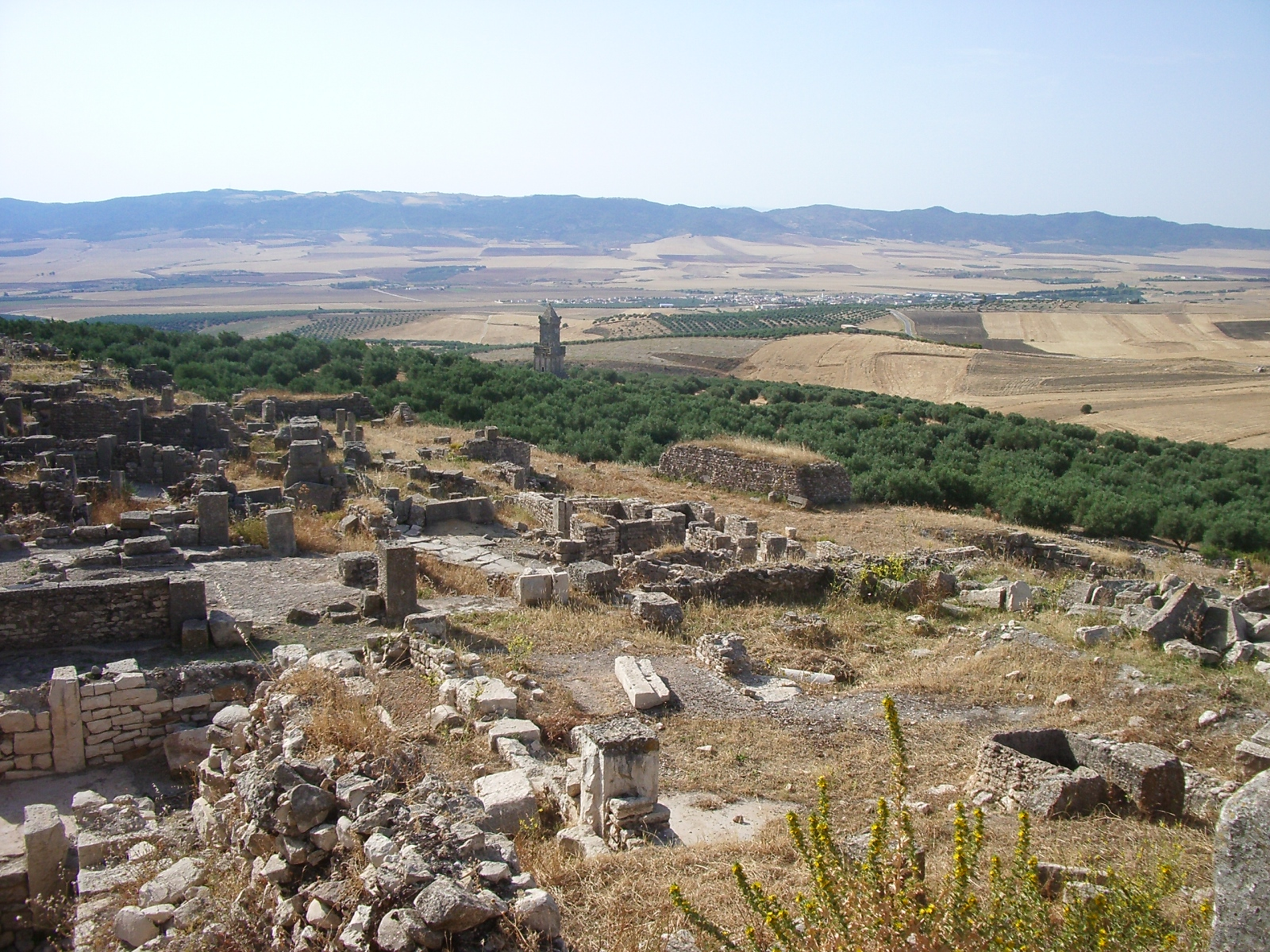
Das Grabmal in seiner Umgebung

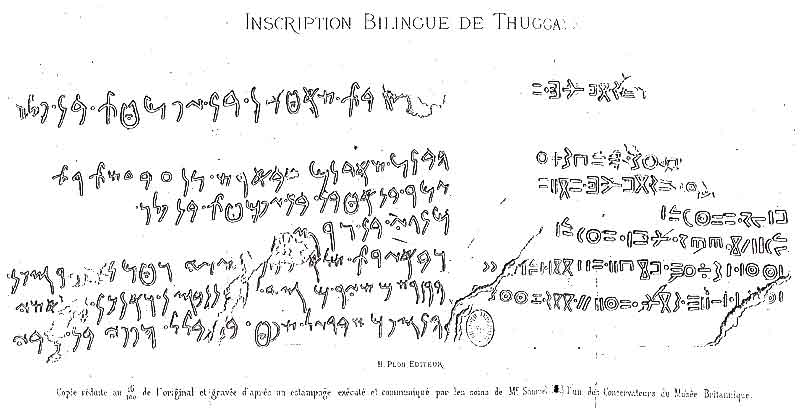
Umzeichnung eines Abklatsches der Inschrift

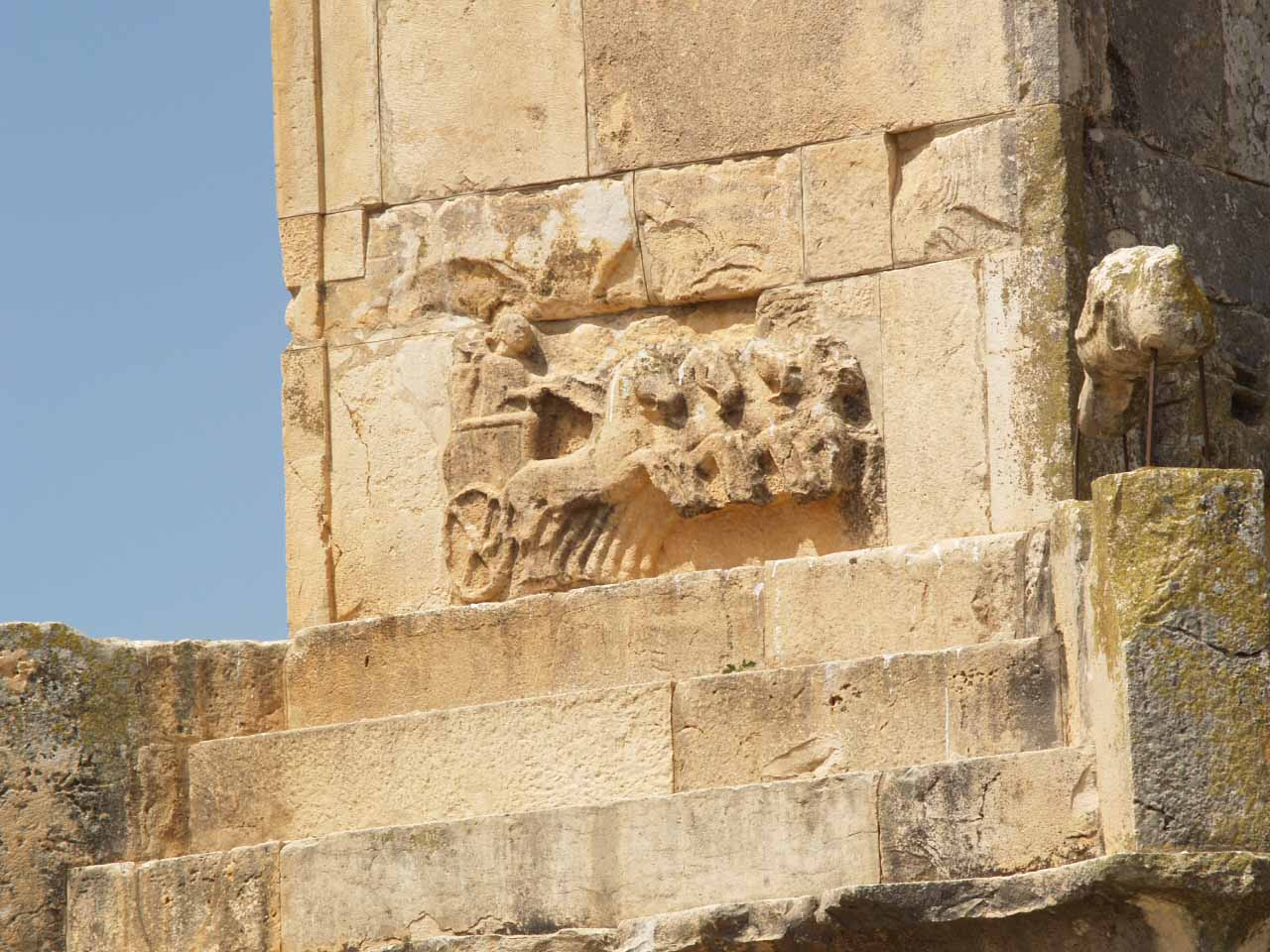
Quadrigarelief (2006)

Das Pfeilergrab am südlichen unteren Ende der Stadt ist 21 Meter hoch und wurde aus lokalem Kalkstein erbaut. Auf einer fünfstufigen Basis ist ein Untergeschoss errichtet, das von äolischen Eckpilastern gerahmt wird. In dieser Baustufe war das eigentliche Grab untergebracht. Darüber befindet sich ein Mittelteil, der auf jeder der vier Seiten von ionischen Halbsäulen geziert wird. Das darüberliegende dritte Geschoss wird wie das Grabgeschoss von äolischen Eckpilastern gerahmt. Zudem gibt es diagonale Postamente für Reiterstatuen an den Ecken und Quadrigenreliefs an den Seitenwänden. Den Abschluss bildet ein Dach in Pyramidenform. Bekrönt wird das Dach von einer Löwenfigur, an den Ecken stehen vier geflügelte Frauen als Akroterfiguren. Es finden sich zeitgenössische und altertümliche Bauformen nebeneinander. Die Datierung erfolgt aufgrund der Inschrift. Der Bau ist weitestgehend erhalten. 1842 wurde er vom englischen Konsul in Tunis, Sir Thomas Reade, bis zum ersten Stockwerk abgerissen, um an die Inschrift zu gelangen, die heute im British Museum in London aufbewahrt wird (Inventarnummern 494 und 495). Von 1908 bis 1910 wurde das Grab unter der Leitung von Louis Poinssot wieder vollständig errichtet.
Neben der guten Erhaltung ist der Bau für seine am Untergeschoss angebrachte Inschrift berühmt, die seit 1631 in Europa bekannt ist. Die Bilingue führt in zwei siebenzeiligen gleichlautenden Texten in numidischer und punischer Sprache die am Bau beteiligten Handwerker und ihre Funktion auf. Aṭban (Ataban) war wohl der Architekt. Des Weiteren waren die Steinmetze ʿAbdarisch, Zimer und Managai, ihre Assistenten Zazai, Tamôn und Warsakan, die Zimmerleute Masidil und Ankan sowie die Eisenhandwerker Schafot und Papai verzeichnet. Am Anfang der Inschrift gibt es eine Lücke, weshalb sie unterschiedlich gedeutet wurde. Manche Forscher nehmen an, dass es sich um ein Grabmal eines Fürsten namens Aṭban handelt. Die Filiation (Abstammung) von Zimer über Aṭban bis hin zu seinem Urgroßvater spricht jedoch ebenso dagegen wie das Fehlen fürstlicher Titel und die Aufführung der am Bau beteiligten Handwerker. Zudem erwähnt ein Reisebericht aus dem Jahr 1815 eine heute verschollene und damals schon in einem schlechten Zustand befindliche zweite Inschrift, die wohl den Grabbesitzer nannte. Die bilinguale Inschrift war Grundlage zur Entzifferung der numidischen Schrift und dem Verständnis einzelner Worte.
Seit dem 17. Januar 2012 zählt die archäologische Stätte von Thugga, zu der das Pfeilergrabmal gehört, zu den UNESCO-Weltkulturerbestätten.